# Новоскольцев, Владимир Андреевич
Владимир Андреевич Новоскольцев (1924 — декабрь 1993) — советский спортивный журналист и писатель, главный редактор газеты «Советский спорт» (1958—1968).

## Биография
Родился в 1924 году. С начала 1950-х годов работал специальным корреспондентом газеты «Правда». Входил в пресс-группу советской делегации на Олимпийских играх в Хельсинки. С мая 1958 по июль 1968 года главный редактор газеты «Советский спорт». По воспоминаниям спортивного журналиста Евгения Рубина работавшего под руководством Новоскольцева
Я лет семь был «и. о.» редактора крупного отдела в «Советском спорте». Как-то подошел к главному редактору Владимиру Новоскольцеву: «Почему не уберете эти буквы — „и. о.“? Почему я не член редколлегии?» Тот усмехнулся: «Женя, вам нужны шашечки или ехать? Зарплата у вас как у члена редколлегии…» Мы посмеялись и разошлись.

Но вскоре его тестя сместили из секретарей ЦК. Новоскольцева отправили на понижение, в журнал «Спортивные игры». 
Писатель и журналист Александр Нилин, учившийся у Новоскольцева и сотрудничавший с газетой «Советский спорт» даёт ему такую характеристику
Теперь я понимаю, что Новоскольцев был лучшим редактором газеты «Советский спорт» в её советские и постсоветские времена. Он по крайней мере обладал безупречным вкусом и знал, что хорошо, что плохо. А то, что хорошему он в восьми случаев из десяти предпочитал плохое, абсолютно естественно — он, воспитанник «Правды» и зять секретаря ЦК Поспелова, неукоснительно соблюдал правила игры, принятой в партийной печати.
С июля 1968 года и до марта 1986 года был главным редактором журнала «Спортивные игры». Новоскольцев опубликовал большое количество очерков, посвящённых спортивным событиям и истории спорта, а также ряд книг спортивной тематики, среди которых «Миллионы на старте», «Сердца и кольца», «Футбол после футбола», «Пылающая эстафета», «Праздник мира и дружбы». На протяжении ряда лет был президентом Федерации спортивных журналистов СССР.
Скончался в середине декабря 1993 года. Прах захоронен в колумбарии Донского кладбища в Москве.

## Награды
- Заслуженный работник культуры РСФСР (27.06.1984)